# Alexandre Giroux
Pour les articles homonymes, voir Giroux.
Alexandre Giroux (né le 16 juin 1981 à Québec dans la province du même nom au Canada) est un joueur professionnel canadien de hockey sur glace. Il est le fils de l'ancien joueur des Nordiques de Québec, Réjean Giroux.

## Carrière
Giroux fut le choix de septième ronde des Sénateurs d'Ottawa lors du repêchage de 1999. Il devient joueur professionnel en 2001 après avoir passé trois saisons dans la Ligue de hockey junior majeur du Québec (LHJMQ) avec les Olympiques de Hull et les Huskies de Rouyn-Noranda.
Après une saison complète avec les Griffins de Grand Rapids de la Ligue américaine de hockey, les Sénateurs d'Ottawa transfèrent leur club-école vers une nouvelle concession de la LAH et Giroux se joint alors aux Sénateurs de Binghamton. N'ayant toujours pas vu de temps de jeu dans la LNH, sa chance tourne en 2003-2004 alors que les Sénateurs l'échange aux Rangers de New York. Ses espoirs restent vains car dès son arrivée dans la grosse pomme il est relégué dans filiale de la LAH, le Wolf Pack de Hartford.
Il joue la saison suivante avec ceux-ci mais à la chance d'être rappelé pour prendre part à une rencontres des Rangers, son premier match dans la LNH. À l'été 2006, devenant joueur autonome, il s'entend pour une saison avec les Capitals de Washington avec qui il inscrit son premier but dans la LNH le 16 mars contre les Maple Leafs de Toronto.
À l'aube de la saison 2007-2008, il rejoint le club-école des Thrashers d'Atlanta dans la LAH, les Wolves de Chicago mais retourne avec l'organisation des Capitals à la date limite des transactions dans la LNH, le 26 février.
Il a remporté la Coupe Calder 2009 et 2010 avec les Bears de Hershey.
Alors qu'il était pourtant le meilleur marqueur de la saison en Ligue Magnus avec 25 buts et 33 assistances en 44 matches, il est annoncé le 25 avril 2018 qu'Alexandre Giroux ne sera pas conservé par Grenoble pour la saison 2018-2019.

## Statistiques
| Saison     | Équipe                        | Ligue        |    | Saison régulière | Saison régulière | Saison régulière | Saison régulière | Saison régulière |    | Séries éliminatoires | Séries éliminatoires | Séries éliminatoires | Séries éliminatoires | Séries éliminatoires |  |
| Saison     | Équipe                        | Ligue        | PJ | B                | A                | Pts              | Pun              | PJ               | B  | A                    | Pts                  | Pun                  |                      |                      |  |
| 1998-1999  | Olympiques de Hull            | LHJMQ        | 67 | 15               | 22               | 37               | 124              | 22               | 2  | 2                    | 4                    | 8                    |                      |                      |  |
| 1999-2000  | Olympiques de Hull            | LHJMQ        | 72 | 52               | 47               | 99               | 117              | 15               | 6  | 12                   | 18                   | 30                   |                      |                      |  |
| 2000-2001  | Olympiques de Hull            | LHJMQ        | 38 | 31               | 32               | 63               | 62               | -                | -  | -                    | -                    | -                    |                      |                      |  |
| 2000-2001  | Huskies de Rouyn-Noranda      | LHJMQ        | 25 | 13               | 14               | 27               | 56               | 9                | 2  | 6                    | 8                    | 22                   |                      |                      |  |
| 2001-2002  | Griffins de Grand Rapids      | LAH          | 70 | 11               | 16               | 27               | 74               | -                | -  | -                    | -                    | -                    |                      |                      |  |
| 2002-2003  | Sénateurs de Binghamton       | LAH          | 67 | 19               | 16               | 35               | 101              | 10               | 1  | 0                    | 1                    | 10                   |                      |                      |  |
| 2003-2004  | Sénateurs de Binghamton       | LAH          | 59 | 19               | 23               | 42               | 79               | -                | -  | -                    | -                    | -                    |                      |                      |  |
| 2003-2004  | Wolf Pack de Hartford         | LAH          | 16 | 6                | 3                | 9                | 13               | 16               | 3  | 4                    | 7                    | 28                   |                      |                      |  |
| 2004-2005  | Wolf Pack de Hartford         | LAH          | 78 | 32               | 22               | 54               | 128              | 6                | 3  | 3                    | 6                    | 23                   |                      |                      |  |
| 2005-2006  | Rangers de New York           | LNH          | 1  | 0                | 0                | 0                | 0                | -                | -  | -                    | -                    | -                    |                      |                      |  |
| 2005-2006  | Wolf Pack de Hartford         | LAH          | 73 | 36               | 31               | 67               | 102              | 13               | 7  | 9                    | 16                   | 17                   |                      |                      |  |
| 2006-2007  | Capitals de Washington        | LNH          | 9  | 2                | 2                | 4                | 2                | -                | -  | -                    | -                    | -                    |                      |                      |  |
| 2006-2007  | Bears de Hershey              | LAH          | 67 | 42               | 28               | 70               | 82               | 19               | 4  | 7                    | 11                   | 27                   |                      |                      |  |
| 2007-2008  | Wolves de Chicago             | LAH          | 44 | 19               | 22               | 41               | 47               | -                | -  | -                    | -                    | -                    |                      |                      |  |
| 2007-2008  | Bears de Hershey              | LAH          | 24 | 14               | 13               | 27               | 30               | -                | -  | -                    | -                    | -                    |                      |                      |  |
| 2008-2009  | Bears de Hershey              | LAH          | 69 | 60               | 37               | 97               | 84               | 22               | 15 | 13                   | 28                   | 22                   |                      |                      |  |
| 2008-2009  | Capitals de Washington        | LNH          | 12 | 1                | 1                | 2                | 10               | -                | -  | -                    | -                    | -                    |                      |                      |  |
| 2009-2010  | Bears de Hershey              | LAH          | 69 | 50               | 53               | 103              | 34               | 21               | 14 | 13                   | 27                   | 22                   |                      |                      |  |
| 2009-2010  | Capitals de Washington        | LNH          | 9  | 1                | 2                | 3                | 4                | -                | -  | -                    | -                    | -                    |                      |                      |  |
| 2010-2011  | Barons d'Oklahoma City        | LAH          | 70 | 32               | 46               | 78               | 63               | 6                | 2  | 1                    | 3                    | 2                    |                      |                      |  |
| 2010-2011  | Oilers d'Edmonton             | LNH          | 8  | 1                | 1                | 2                | 2                | -                | -  | -                    | -                    | -                    |                      |                      |  |
| 2011-2012  | Falcons de Springfield        | LAH          | 65 | 28               | 26               | 54               | 58               | -                | -  | -                    | -                    | -                    |                      |                      |  |
| 2011-2012  | Blue Jackets de Columbus      | LNH          | 9  | 1                | 0                | 1                | 8                | -                | -  | -                    | -                    | -                    |                      |                      |  |
| 2012-2013  | Dinamo Riga                   | KHL          | 47 | 16               | 5                | 21               | 41               | -                | -  | -                    | -                    | -                    |                      |                      |  |
| 2012-2013  | Kloten Flyers                 | LNA          | 4  | 3                | 2                | 5                | 25               | -                | -  | -                    | -                    | -                    |                      |                      |  |
| 2013-2014  | HC Ambri-Piotta               | LNA          | 46 | 20               | 18               | 38               | 64               | 4                | 2  | 0                    | 2                    | 4                    |                      |                      |  |
| 2014-2015  | HC Ambri-Piotta               | LNA          | 49 | 27               | 13               | 40               | 28               | 10               | 6  | 1                    | 7                    | 6                    |                      |                      |  |
| 2015-2016  | HC Ambri-Piotta               | LNA          | 48 | 17               | 19               | 36               | 28               | 6                | 2  | 3                    | 5                    | 0                    |                      |                      |  |
| 2016-2017  | KHL Medveščak                 | KHL          | 58 | 18               | 5                | 23               | 82               | -                | -  | -                    | -                    | -                    |                      |                      |  |
| 2017-2018  | Brûleurs de loups de Grenoble | Ligue Magnus | 44 | 25               | 33               | 58               | 28               | 16               | 4  | 4                    | 8                    | 43                   |                      |                      |  |
| 2018-2019  | Assurancia de Thetford        | LNAH         | 27 | 21               | 15               | 36               | 18               | 10               | 5  | 8                    | 13                   | 4                    |                      |                      |  |
| 2019-2020  | Assurancia de Thetford        | LNAH         | 17 | 9                | 8                | 16               | -                | -                | -  | -                    | -                    |                      |                      |                      |  |
|            |                               |              |    |                  |                  |                  |                  |                  |    |                      |                      |                      |                      |                      |  |
| 2021-2022  | Assurancia de Thetford        | LNAH         | 5  | 0                | 0                | 0                | -                | -                | -  | -                    | -                    |                      |                      |                      |  |
| Totaux LNH | Totaux LNH                    | Totaux LNH   | 31 | 4                | 5                | 9                | 16               | -                | -  | -                    | -                    | -                    |                      |                      |  |

## Trophées et honneurs personnels
Ligue américaine de hockey
- 2009 : remporta le trophée Les-Cunningham
- 2009 & 2010 : remporta le trophée Willie-Marshall
- 2009 : remporta le trophée John-B.-Sollenberger
- 2009 & 2011 : nommé dans la 1re équipe d'étoiles
- 2009 & 2010 : remporta la Coupe Calder avec les Bears de Hershey
- 2010 : sélectionné pour le Match des étoiles avec l'équipe Canada (titulaire).
- 2010 : nommé dans la première équipe d'étoiles.
- 2011 : sélectionné pour le Match des étoiles avec l'association de l'Ouest (titulaire).

## Transactions en carrière
- Repêchage 1999 : réclamé par les Sénateurs d'Ottawa ( 7e choix de l'équipe, 213e au total).
- 9 mars 2004 : échangé par les Sénateurs avec Karel Rachunek aux Rangers de New York en retour de Greg de Vries.
- 14 juillet 2006 : signe à titre d'agent libre avec les Capitals de Washington.
- 13 juillet 2007 : signe à titre d'agent libre avec les Thrashers d'Atlanta.
- 26 février 2008 : échangé aux Capitals de Washington en retour de Joe Motzko.
- 3 juillet 2010 : signe à titre d'agent libre avec les Oilers d'Edmonton.
- 4 juillet 2011 : signe à titre d'agent libre avec les Blue Jackets de Columbus.
- 24 mai 2012 : signe à titre d'agent libre avec le Dinamo Riga.
- 31 janvier 2013 : prêté par le Dinamo au Kloten Flyers.
- 28 juin 2013 : signe à titre d'agent libre avec le Hockey Club Ambrì-Piotta.